# Jeff DaRosa
Jeffrey DaRosa, né le 31 juillet 1982 à Watertown (Massachusetts), est un musicien multi-instrumentiste américain. Il rejoint les Dropkick Murphys en 2008 après que Marc Orrell a quitté le groupe.
DaRosa est marié avec Michelle Nolan du groupe Straylight Run et tourne aussi avec eux, en tant que musicien de remplacement. 
Jeff joue de la guitare acoustique, du banjo, du synthétiseur, de la mandoline, ainsi que du bouzouki (guitare traditionnelle grecque).Son ancien groupe fut le groupe d'indie rock The Exit, avec lequel il enregistra deux albums.